# Anni Friesinger-Postma
Anna Christine Friesinger-Postma (* 11. Januar 1977 in Bad Reichenhall als Anna Christine Friesinger) ist eine ehemalige deutsche Eisschnellläuferin. Die dreimalige Olympiasiegerin und 16-fache Einzel- und Mehrkampfweltmeisterin zählt zu den bekanntesten deutschen Wintersportlerinnen und den populärsten deutschen Eisschnellläuferinnen aller Zeiten. Bekannt wurde sie durch Erfolge wie ihren Sieg bei den Olympischen Spielen 2002 in Salt Lake City und zahlreiche weitere Siege und Platzierungen.

## Familie
Sie ist die Tochter des Deutschen Georg Friesinger (1953–1996) und der Polin Janina Korowicka (* 1954), beide Eisschnellläufer. Sie hat einen Bruder, Jan Friesinger, der auch Eisschnellläufer war. Ihre Schwester Agnes Friesinger war ebenfalls eine international erfolgreiche Eisschnellläuferin. Am 11. August 2009 heiratete sie im Salzburger Schloss Mirabell ihren langjährigen Lebensgefährten, den ehemaligen niederländischen Eisschnellläufer Ids Postma, was sie im Schloss Aigen feierte. Sie lebt überwiegend in Salzburg und auf einem Bauernhof im niederländischen Dearsum, dem Geburtsort ihres Mannes in Friesland. Friesinger hat zwei Töchter (geboren 2011 und 2014).

## Sportlerprofil
Anni Friesinger-Postma gehörte im Eisschnelllauf zu den typischen Allrounderinnen. Sie konnte sowohl im 500-m-Sprint als auch auf den längeren Ausdauerstrecken über 3000 und 5000 m international mit ihren Mitbewerberinnen mithalten. Die 1000 und 1500 m dominierte sie in den letzten Jahren vor ihrem Karriereende.
Auch auf Grund ihrer Erfolge im Allround-Vierkampf ist sie in den Niederlanden sehr populär und beliebt. Friesinger-Postma ist Athletenbotschafterin der Entwicklungshilfeorganisation Right to Play, unterstützt die Christiane Eichenhofer Stiftung, sowie die Kinderrheuma Stiftung und ist immer wieder aktiv für die Deutsche AIDS-Hilfe.
Sie spricht neben Deutsch auch fließend Englisch, Französisch, Polnisch und Niederländisch.

## Sportliche Laufbahn
Im Juli 1996 ging Friesinger, nach dem Abitur, für fünf Jahre als Sportsoldatin zur Bundeswehr. Zur Sanitätsoldatin ausgebildet, diente sie bei den Gebirgsjägern und beendete ihre aktive Laufbahn als Stabsunteroffizier der Reserve. Seit ihrem Ausscheiden aus der Bundeswehr, im Sommer 2001, betrieb Friesinger Eisschnelllauf auf Profibasis.
Bei der Einzelstrecken-WM der Eisschnellläufer 2004 in Seoul gewann Anni Friesinger auf ihrer Paradestrecke über 1500 Meter zum dritten Mal in Folge und zum vierten Mal seit 1998 den Weltmeistertitel. Bei den Deutschen Meisterschaften erreichte sie zwölf Mal Platz eins. Bei den Olympischen Spielen 2006 in Turin holte sie Gold in der Teamverfolgung. Im 1000 m Einzel gewann sie Bronze hinter ihrer langjährigen niederländischen Freundin Marianne Timmer und Cindy Klassen (Kanada). Die drei Spitzenläuferinnen lagen dabei innerhalb von 6 Hundertstel Sekunden.
Bei den Olympischen Spielen 2010 in Vancouver war die Sportlerin, die seit ihrer Hochzeit 2009 unter dem Doppelnamen Friesinger-Postma auftrat, durch Probleme mit dem im Sommer 2008 wegen eines Radunfalles operierten rechten Knie gehandicapt. Über 1000 Meter erreichte sie als beste deutsche Eisschnellläuferin den 14. Platz, nachdem sie in einer Kurve unsicher lief und mit dem rechten Bein wegrutschte. Über 1500 Meter wurde Friesinger-Postma anschließend Neunte. Gemeinsam mit Daniela Anschütz-Thoms und Stephanie Beckert nahm sie an der Teamverfolgung teil. Im Halbfinale gegen die USA kam Friesinger-Postma in der vorletzten Kurve aus dem Laufrhythmus und verlor den Anschluss an Beckert und Anschütz-Thoms. Allein laufend stürzte sie wenige Meter vor dem Ziel und rutschte bäuchlings über die Ziellinie. Im Rutschen streckte sie das rechte Bein vor und löste damit an der Ziellinie die Zeitmessung aus, die sich an der Kufenspitze orientiert und konnte somit einen Vorsprung von zwei Zehntelsekunden vor dem Team USA ins Ziel retten. Im Finale lief Katrin Mattscherodt wie zuvor geplant anstelle von Friesinger-Postma, die deutsche Mannschaft besiegte Japan knapp mit zwei Hundertstelsekunden Vorsprung. Nachdem bei einer Knieoperation im März 2010 ein schwerer Knorpelschaden festgestellt wurde, erklärte Anni Friesinger-Postma im Juli 2010 ihren Rücktritt vom aktiven Sport. Sie bekam eine Arthrose und vier Bandscheibenvorfälle. Seit 2023 spielt sie in Inzell Eishockey in einem Damenteam nachdem sie erst in einem gemischten Team spielte.

## Nach der aktiven Laufbahn
Im Januar 2011 war sie bei der Mehrkampf-EM im italienischen Ritten als Analytikerin des niederländischen Fernsehens NOS dabei und co-moderiert bis heute die internationalen Titelkämpfe. Seit Anfang 2011 ist Anni Friesinger Markenbotschafterin der SDK, seit dem 1. Juni 2015 auch für den Textil-Discounter KiK. Weiterhin arbeitet sie für die Firmen Medima und K2 Sports.
Jenseits des sportlichen Bereichs versuchte sie mit der Doku-Soap Real Cool Runnings, die Anfang 2014 von VOX ausgestrahlt wurde, auch im Unterhaltungsbereich Fuß zu fassen. Bei diesem TV-Format ging es um die Idee, aus kenianischen Läufern Eisschnellläufer zu machen, die von Anni Friesinger und Michael Stöberl trainiert und unterstützt wurden.
Im Oktober 2014 nahm sie an der VOX-Show Grill den Henssler teil. Seit 2015 ist sie Geschäftsführerin einer Kinderboutique in Salzburg. Im Januar 2017 war sie Bestandteil des Teams Olympioniken in der Spielshow Duell der Stars – Die Sat.1 Promiarena. Im selben Jahr nahm sie an der 10. Staffel der Tanzshow Let’s Dance teil. 2018 nahm sie an TV-Show Das Große Promibacken teil. Während der Olympischen Winterspiele 2018 arbeitete sie als Expertin für den Rechteinhaber Eurosport.

## Siege und Platzierungen
- Deutsche Meisterschaften Juniorinnen
  - 9 × 1. Platz

- Deutsche Meisterschaften
  - 13 × 1. Platz

- Europameisterschaften (so genannter „kleiner Vierkampf“ bestehend aus 500 m, 3000 m, 1500 m und 5000 m)
  - 2005: Platz 1
  - 2004: Platz 1
  - 2003: Platz 1
  - 2002: Platz 1
  - 2000: Platz 1
  - 1998: Platz 2

- Weltmeisterschaften Junioren
  - 1996: Platz 1
  - 1995: Platz 2
  - 1994: Platz 2

- Gesamt-Weltcup 1000 m
  - 2008: Platz 1
  - 2007: Platz 3
  - 2006: Platz 1

- Gesamt-Weltcup 1500 m
  - 2007: Platz 2
  - 2006: Platz 1
  - 2004: Platz 1
  - 2002: Platz 1
  - 2001: Platz 1

- Gesamt-Weltcup 3000 m/5000 m
  - 2005: Platz 3
  - 2004: Platz 3
  - 2002: Platz 1
  - 2001: Platz 3
  - 2000: Platz 3

- Aufgestellte Weltrekorde
  - 7, davon 4 Juniorenweltrekorde: 1000 m, 1500 m, 3000 m, Allround
  - 3 × 1500 m
  - 1 × 1500 m Freiluftweltrekord
  - 1 × 1000 m Freiluftweltrekord

- Persönliche Bestzeiten
  - 500 m – 37,77 s
  - 1000 m – 1:13,49 min (deutscher Rekord)
  - 1500 m – 1:53,09 min (deutscher Rekord)
  - 3000 m – 3:58,52 min
  - 5000 m – 6:58,39 min

## Ehrungen und Auszeichnungen
- 1996: Juniorsportlerin des Jahres der Stiftung Deutsche Sporthilfe
- 1998: Silbernes Lorbeerblatt der Bundesrepublik Deutschland
- 2001: Sportlerin des Jahres, 2. Platz
- 2002: Sport Personality Award von Eurosport
- 2003: Eisschnellläuferin des Jahres
- 2003: Sportlerin des Jahres, 2. Platz
- 2004: Sportlerin des Jahres, 2. Platz
- 2005: Sportlerin des Jahres, 2. Platz
- 2007: Bayerischer Sportpreis, Kategorie „Persönlicher Preis des Bayerischen Ministerpräsidenten“
- 2012: Bayerische Staatsmedaille für Verdienste um die Gesundheit

## Autobiografie
- Mein Leben, mein Sport, meine besten Fitness-Tipps. Goldmann, 2004, ISBN 3-442-39059-1.